# Шорт-трек на зимних Олимпийских играх 2006

Соревнования по шорт-треку на зимних Олимпийских играх 2006 года проводились в течение 13 дней, с 12 по 25 февраля, в ледовом дворце Палавела в Турине. Было разыграно 8 комплектов наград.
В соревнованиях среди мужчин лучше всех выступил корейский шорт-трекист Ан Хён Су, завоевавший медали во всех дисциплинах, из них три золотых и одну бронзовую. Среди женщин обладательницей трёх золотых медалей стала кореянка Чин Сон Ю.

## Соревнования мужчин

### 12 февраля — 1500 метров
| Медаль  | Атлет       | Время    |
| Золото  | Ан Хён Су   | 2:25,341 |
| Серебро | Ли Хо Сок   | 2:25,600 |
| Бронза  | Ли Цзяцзюнь | 2:26,006 |

### 18 февраля — 1000 метров
| Медаль  | Атлет           | Время    |
| Золото  | Ан Хён Су       | 1:26,739 |
| Серебро | Ли Хо Сок       | 1:26,764 |
| Бронза  | Аполо Антон Оно | 1:26,927 |

### 25 февраля Эстафета 5000 метров
| Медаль  | Спортсмен                                                    | Время    |
| Золото  | Ан Хён Су, Ли Хо Сок, Со Хо Джин, Сон Сок У, О Се Джон*      | 6:43,376 |
| Серебро | Эрик Бедар, Шарль Амлен, Франсуа-Луи Трамбле, Матье Тюркотт  | 6:43,707 |
| Бронза  | Алекс Изиковски, Джон Пол Кепка, Аполо Антон Оно, Расти Смит | 6:47,990 |

* не участвовали в финальных забегах, но получили медаль в составе команды

### 25 февраля 500 метров
| Медаль  | Спортсмен           | Время  |
| Золото  | Аполо Антон Оно     | 41,935 |
| Серебро | Франсуа-Луи Трамбле | 42,002 |
| Бронза  | Ан Хён Су           | 42,089 |

## Соревнования женщин

### 15 февраля — 500 метров
| Медаль  | Атлет            | Время  |
| Золото  | Ван Мэн          | 44,345 |
| Серебро | Евгения Раданова | 44,374 |
| Бронза  | Анук Леблан-Буше | 44,759 |

### 18 февраля — 1500 метров
| Медаль  | Атлет       | Время    |
| Золото  | Чин Сон Ю   | 2.23,494 |
| Серебро | Чхве Ын Гён | 2.24,069 |
| Бронза  | Ван Мэн     | 2.24,469 |

### 22 февраля — Эстафета 3000 метров
| Медаль  | Атлет                                                      | Время    |
| Золото  | Пён Чхон Са, Чхве Ын Гён, Чон Да Хе, Чин Сон Ю             | 4.17,040 |
| Серебро | Аланна Краус, Анук Леблан-Буше, Калина Роберж, Таня Висент | 4.17,336 |
| Бронза  | Марта Капурсо, Арианна Фонтана, Катя Дзини, Мара Дзини     | 4.20,030 |

### 25 февраля 1000 метров
| Медаль  | Спортсмен | Время    |
| Золото  | Чин Сон Ю | 1:32,859 |
| Серебро | Ван Мэн   | 1:33,079 |
| Бронза  | Ян Ян (А) | 1:33,937 |